# Tractat de Kumànovo
L'Acord Tècnic Militar entre la Força de Seguretat Internacional (KFOR), els Governs de la República Federal de Iugoslàvia i la república de Sèrbia (conegut generalment com l'Acord Tècnic Militar o Tractat de Kumànovo) va ser un acord que va concloure el 9 de juny de 1999 a Kumànovo, actualment Macedònia del Nord. El tractat va concloure la Guerra de Kosovo.

## Rerefons
El camí cap a l'acord de Kumànovo va implicar una frenesí de negociacions no només entre Iugoslàvia i Sèrbia, sinó també entre l'OTAN i Rússia. Malgrat l'acord inicial, per exemple, sobre un calendari de retirada de les forces sèrbies dins Kosovo, l'operació força aliada de l'OTAN estava encara en marxa, pendent de la retirada plena de les tropes sèrbies.
Hi ha fonts que citen la funció que Rússia va jugar en la resolució immediata de l'acord. Hi havia una reclamació sobre una reunió entre el Ministre Estranger rus Igor Ivanov i la Secretària d'Estat dels EUA Madeleine Albright. Un acord inicial entre ambdues parts va ser assolit, el qual va implicar un compromís per part de l'OTAN de cessar els seus atacs aeris i la voluntat d'eliminar un passatge que volia incloure a l'Acord de Kumànovo a canvi de suport rus per a una propera Resolució de l'ONU acordada pel Grup dels Vuit. Sense la participació russa, la Resolució de Consell de Seguretat de l'ONU sobre Kosovo no hauria estat aprovada i els atacs aeris de l'OTAN haurien continuat.

## Condicions de l'acord
Les condicions claus de l'acord van ser dissenyades per habilitar el següent:
- Una cessació d'hostilitats entre la força de Kosovo de l'OTAN (KFOR) i la República Federal de Iugoslàvia (RFI) seguida d'un final de la campanya de bombardejos que la RFI hauria de complir eficaçment amb l'acord.
- Definició d'una zona aèria de seguretat de 25 km i una zona terrestre de seguretat de 5 km al voltant de les fronteres de Kosovo, dins de territori administrat per RFI si calgués, a les quals les forces militars de RFI no hi podrien entrar sense permís de l'ONU. Polícia lleugerament armada va continuar operant dins de la zona exterior de Kosovo segons l'acord.
- Als 11 dies de signar, la retirada escenificada de les forces de RFI de Kosovo, incloent-hi els elements militars (mines, bombes camuflades) de les línies de comunicacions, i la provisió d'informació a l'OTAN sobre els perills restants.
- El desplegament de civils i forces de seguretat dins Kosovo, fins aquell moment desaprovades, però que es van redactar en l'esborrany de Resolució del Consell de Seguretat de les Nacions Unides.
- Autorització per assistència a, i ús de força necessària per part de l' OTAN per crear un entorn segur per la presència de civils internacionals.

La presència de l'OTAN va ser sancionada pel Consell de Seguretat de les Nacions Unides mitjançant la Resolució 1244 (1999), la qual va autoritzar estats Membres de l'ONU i organitzacions internacionals a mantenir una presència de seguretat internacional via el KFOR dins Kosovo fins que un acord fos finalment conclòs i els seus termes implementats. El KFOR va ser autoritzat a dur a terme totes les accions necessàries per assegurar-ne el compliment.

## Estat del tractat
L'expert legal Enrico Milano ha argumentat que el tractat de Kumànovo "és dubtós sota la Convenció de Viena en la Llei de Tractats (VCLT) i, en conseqüència, també ho són parts de la Resolució 1244 referint-se, implícitament o explícita, al paràgraf 10 de l'Annex 2 de la mateixa resolució." Un argument en concret és que "és dubtós si el tractat de Kumànovo pot ser considerat vàlid segons l'Article 52 del VCLT, el qual declara que "un tractat és nul si a la seva conclusió s'hi ha arribat per l'amenaça o ús de força en violació dels principis de la llei internacional encarnada en el Carta de les Nacions Unides". Les discussions legals continuen que de fet per remeiar els assumptes legals que sorgeixen el que és necessari és que l'Estat d'Acord de Forces entri a Belgrad.